# Conti d'Artois
Questo è un elenco di Conti d'Artois:
- Odalric (c. 850)
- Altmar (c. 890)
- Adelelm (?-932)

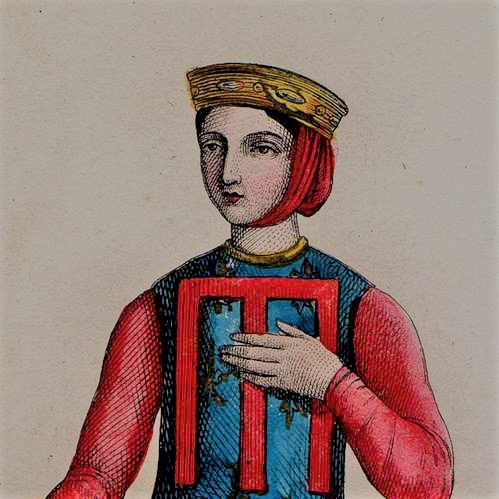
La contessa Mahaut d'Artois

- direttamente alle Fiandre, 932-1180
- Filippo II di Francia (1180-1189)
- Luigi VIII di Francia (1189-1226)
- Luigi IX di Francia (1226-1237)
- Roberto I (1237-1249)
- Roberto II (1250-1302)
- Roberto III (1287-1342)
- Mahaut d'Artois (rivale, 1302-1329)
- Giovanna II di Borgogna (1329-1330)
- Giovanna III di Borgogna (1330-1347)
  - Oddone IV di Borgogna (1330-1347)
- Filippo I di Borgogna (1347-1361)
- Margherita I di Borgogna (1361-1382)
- Luigi II di Fiandra (1382-1383)
- Margherita III delle Fiandre (1383-1405)
  - Filippo II di Borgogna detto Filippo II l'Ardito (1383-1404)
- Giovanni di Borgogna (1405-1419)
- Filippo III di Borgogna (1419-1467)
- Carlo I di Borgogna detto Carlo il Temerario (1467-1477)
- Maria di Borgogna (1477-1482)
  - Massimiliano I d'Asburgo (1477-1482)
- Filippo I di Castiglia (1482-1506)
- Carlo V d'Asburgo (1506-1556)
- Filippo II di Spagna (1556-1598)
- Filippo III di Spagna (1598-1621)
- Filippo IV di Spagna (1621-1659)